# Балсфьорд
Балсфьорд (норв. Balsfjord) — коммуна в губернии Тромс в Норвегии. Административный центр коммуны — город Стурстейннес. Официальный язык коммуны — букмол. Население коммуны на 2008 год составляло 5529 чел. Площадь коммуны Балсфьорд — 1495,85 км², код-идентификатор — 1933.

## История населения коммуны
Население коммуны за последние 60 лет.

Статистика коммуны Балсфьорд

## Достопримечательности

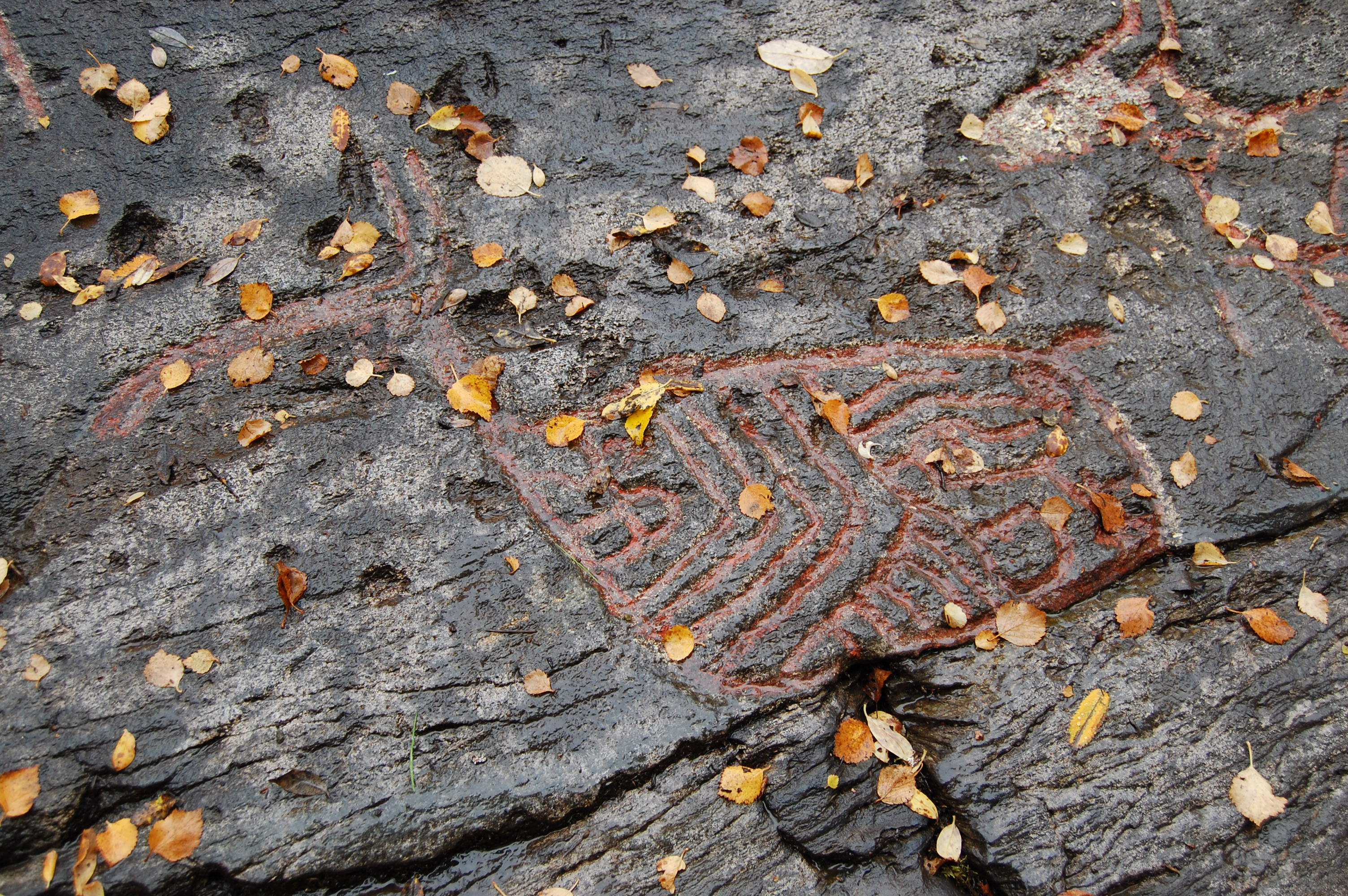
Буккхаммерен: изображение оленя, выгравированное на горе на ферме в Бальсфьорде, упоминалось в путевых заметках Мартина Валя.

- Наскальные изображения в Теннесе — набор из примерно 60 изображений, разделённых на 3 участка. Наиболее старые из изображений датируются около 4600 г. до н. э., а наиболее новые — около 2600 г. до н. э. Это первые открытые в Скандинавии изображения, передающие жизнь культуры охотников.

Впервые изображения упоминаются в 1799 г. в путевых заметках профессора ботаники Копенгагенского университета Мартина Валя.